# Atheïstisch manifest
Atheïstisch manifest: drie wijsgerige opstellen over godsdienst en moraal is een essaybundel van de Nederlandse filosoof Herman Philipse, oorspronkelijk uitgegeven in 1995. In 2004 bracht Philipse een nieuwe versie uit, inclusief een nieuwe bundel van vier essays getiteld De onredelijkheid van religie; het geheel werd uitgegeven onder de naam Atheïstisch manifest en De onredelijkheid van religie.
In het korte boek betoogt Philipse dat er op rationele wijze over het bestaan van God te spreken is, maar als men de natuurwetenschappen serieus wil nemen, dient men de traditionele betekenis van het woord 'God' te verwerpen. Als men het woord 'God' echter als iets onkenbaars wil definiëren, kan God geen beschrijvende inhoud hebben en dus niet bestaan. Derhalve is er ook geen grond voor een theïstische moraal.
Philipse raakte over het Atheïstisch manifest in felle polemiek met meerdere theologen, waaronder Eginhard Meijering, Vincent Brümmer en Harry Kuitert, die hem van repliek dienden en ten slotte in het voorjaar van 1996 met hem in debat gingen over "de houdbaarheid van het atheïsme". Philipse beweerde dat alle godsbewijzen die er waren aangedragen ongeldig waren, terwijl de theologen meenden dat Philipse zich onvoldoende in de materie had verdiept, de religieuze context miste en negeerde hoeveel troost geloof in God bood.
Naar aanleiding van de aanslagen op 11 september 2001 las Ayaan Hirsi Ali het Atheïstisch manifest in 2002, viel daardoor definitief van haar geloof en werd landelijk een bekende critica van de islam. Ook volgens Philipse kreeg het thema godsdienst en moraal door "11 september" een grote urgentie, waarop hij besloot vier nieuwe essays te schrijven over de verhouding tussen godsdienst en wetenschap onder de noemer De onredelijkheid van religie en deze met zijn werk uit 1995 te bundelen. Het geheel werd met een voorwoord van Hirsi Ali in 2004 uitgegeven onder de naam Atheïstisch manifest en De onredelijkheid van religie.
In 2012 publiceerde Philipse een nieuw en veel uitgebreider boek, God in the Age of Science?, als verbetering van het Atheïstisch manifest. Zelf merkte hij erover op: "Het was een gewetenskwestie. Iedereen in Nederland kent mij van dat rare manifest. Nou, daar baal je ook van. Ik wilde de zaak een keer echt goed onderzoeken. Dan kunnen ze niet meer zeggen: jij hebt er alleen maar zo'n oppervlakkig boekje over geschreven."